# 볼레스와프 프루스

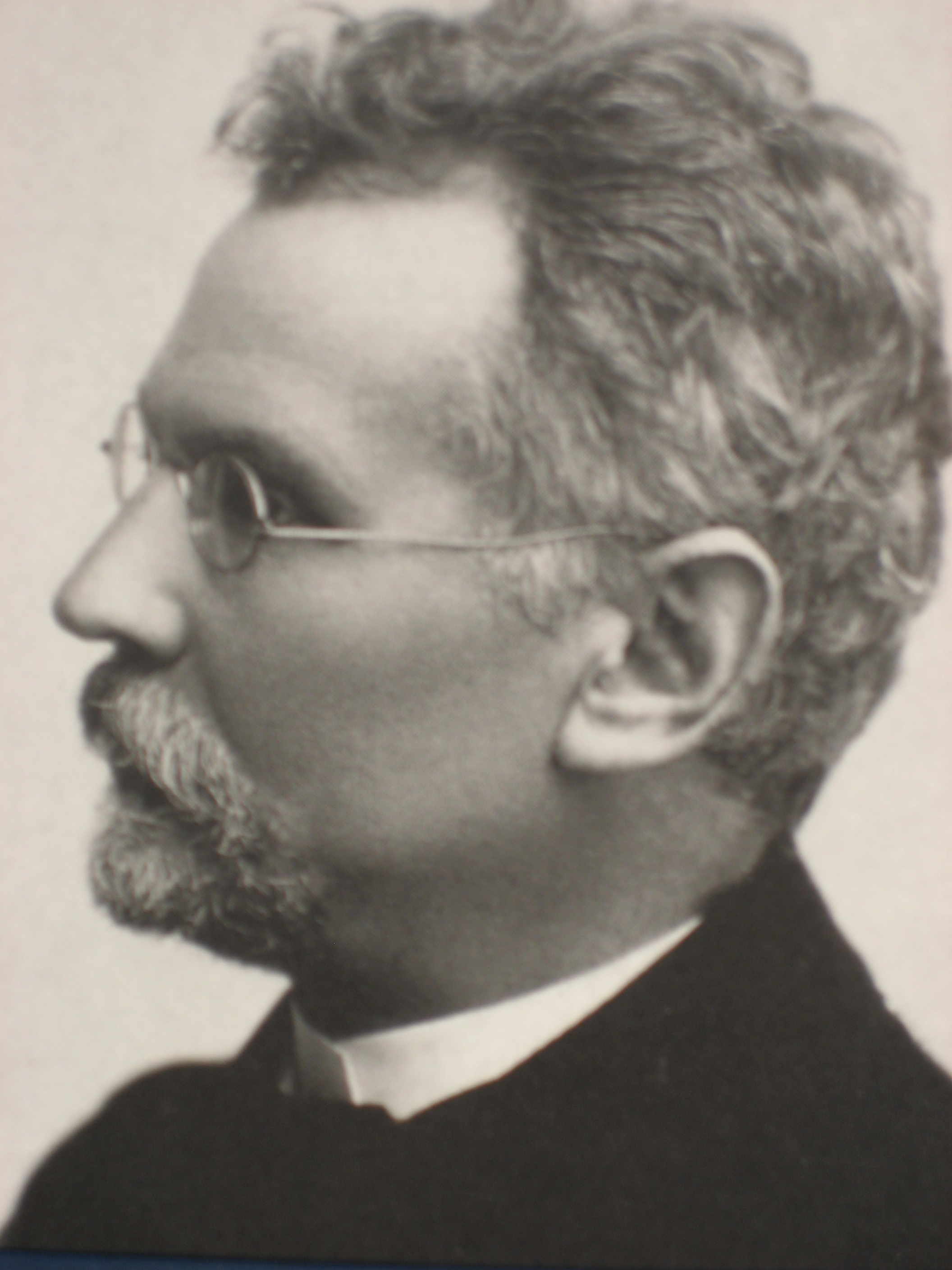
1887년 사진

볼레스와프 프루스(폴란드어: Bolesław Prus, 본명: Aleksander Głowacki, 글로바츠키, 1847년 8월 20일 – 1912년 5월 19일)는 폴란드의 소설가이자 폴란드 문학과 철학사에서 선도적인 인물이었다.
15세였던 글로바츠키는 1863년 러시아 제국에 맞선 폴란드 봉기에 참여했다. 16세 생일 직후 그는 심각한 전투 부상을 입었다. 5개월 후, 그는 반란에 가담했다는 이유로 투옥되었다. 이러한 초기 경험은 평생 동안 그를 괴롭혔던 공황 장애와 광장 공포증을 촉발시켰을 수 있으며 무력으로 폴란드의 독립을 회복하려는 시도에 대한 그의 반대를 형성했을 수 있다.
1872년 25세의 나이로 바르샤바에서 그는 과학, 기술, 교육, 경제 및 문화 발전을 조명하는 40년 간의 저널리스트 경력을 쌓았다. 이러한 사회적 기업은 18세기에 러시아, 프로이센, 오스트리아에 의해 정치적 존재에서 분리되었던 국민의 인내에 필수적이었다. 글로바츠키는 그의 가문의 문장에서 따온 "Prus"(프루스)라는 필명을 따왔다.
부업으로 그는 단편 소설을 썼다. 이에 성공하여 그는 계속해서 더 큰 캔버스를 사용했다. 1884년부터 1895년까지 10년에 걸쳐 그는 4개의 주요 소설(The Outpost, The Doll, The New Woman 및 Pharaoh)을 완성했다. The Doll은 조국의 낙후성에 좌절한 행동주의자의 낭만적인 열광을 묘사한다. 프루스의 유일한 역사 소설인 Pharaoh는 제20왕조와 신왕국이 멸망한 고대 이집트를 배경으로 정치 권력과 국가의 운명에 대한 연구이다.

## 같이 보기
- 플래시 픽션
- 폴란드 철학사
- 자코파네